# 加拉廷縣 (蒙大拿州)
加拉廷縣（英語：Gallatin County）是美国蒙大拿州南部的一個縣，西南鄰爱达荷州，東南鄰怀俄明州，面積6,816平方公里。根據2020年美國人口普查，共有人口11萬8,960人。縣治博兹曼市（Bozeman）。該縣建於1865年2月2日，是原來的九個縣之一；縣名紀念曾擔任宾夕法尼亚州的聯邦眾議員、聯邦財政部長、駐英大使和駐法大使的艾伯特·加勒廷（Albert Gallatin）。
1997年11月7日，黃石國家公園蒙大拿州部分分別併入本縣和帕克縣。